# Drosophila pachea
Drosophila pachea är en tvåvingeart som beskrevs av Patterson och Wheeler 1942. Drosophila pachea ingår i släktet Drosophila och familjen daggflugor.
Artens utbredningsområde är Mexiko och sydvästra USA.